# Ceradenia congesta
Ceradenia congesta är en stensöteväxtart som först beskrevs av Edwin Bingham Copeland, och fick sitt nu gällande namn av Luther Earl Bishop och Alan Reid Smith. Ceradenia congesta ingår i släktet Ceradenia och familjen Polypodiaceae. Inga underarter finns listade.